# Seconde présidence de Grover Cleveland
24e président des États-Unis
Présidence de Benjamin Harrison Présidence de William McKinley
La seconde présidence de Grover Cleveland débuta le 4 mars 1893, date de l'investiture de Grover Cleveland en tant que 24e président des États-Unis, et prit fin le 4 mars 1897. Membre du Parti démocrate, Cleveland avait été défait à l'issue de son premier mandat (1885-1889) par le candidat républicain Benjamin Harrison lors de l'élection de 1888. Il prit néanmoins sa revanche sur ce dernier quatre ans plus tard et entama alors un second mandat présidentiel. Cleveland est ainsi le seul président américain à avoir effectué deux mandats non consécutifs à la tête du pays jusqu'à l'élection présidentielle de 2024.
Alors qu'il n'était de retour à la Maison-Blanche que depuis quelques mois, les États-Unis furent frappés par une importante crise économique qui se transforma rapidement en dépression. Cleveland fit alors abroger le Sherman Silver Purchase Act ― contrairement aux espérances des partisans de la libre frappe de la monnaie ― et promulgua la loi Wilson-Gorman qui abaissait les droits de douane. Il ordonna également à l'armée fédérale de réprimer la grève Pullman et soutint diverses mesures qui fragilisaient les droits civiques des Afro-Américains à l'échelle du pays. En politique étrangère, Cleveland refusa aussi bien d'annexer Hawaï que d'intervenir à Cuba, alors sous domination espagnole, et s'efforça d'appliquer la doctrine Monroe en contraignant le Royaume-Uni à accepter une médiation dans un différend frontalier qui opposait ce dernier au Venezuela. À l'issue des élections de mi-mandat de 1894, les lourdes pertes essuyées par le Parti démocrate aboutirent à la reprise en main de ce parti par les agrariens et les partisans de l'étalon-argent.
Deux ans plus tard, la convention démocrate délaissa Cleveland au profit de William Jennings Bryan, un nordiste favorable à l'étalon-argent, mais ce dernier fut battu par le républicain William McKinley à l'élection présidentielle de 1896. Très impopulaire au moment de quitter ses fonctions, Cleveland fut réhabilité dans les années 1930 par des universitaires tels qu'Allan Nevins, même si son héritage divise les historiens et les biographes les plus récents ; son rôle dans la restauration du pouvoir de la présidence est cependant reconnu. À ce titre, il figure généralement au milieu du classement des présidents américains.

## Élection présidentielle de 1892
Après sa défaite à l'élection de 1888, Cleveland retourna à New York pour reprendre sa carrière d'avocat. Sa « lettre sur l'argent » de février 1891, dans laquelle il s'inquiétait de la montée en puissance du mouvement Free Silver au sein du Parti démocrate, fit toutefois clairement connaître son intention de participer au prochain scrutin. Son principal adversaire dans la course à l'investiture était le sénateur de New York David B. Hill, qui s'efforça de rassembler sous son nom les factions démocrates hostiles à Cleveland ― partisans de l'étalon-argent, protectionnistes et « machine » de Tammany Hall ; cela ne fut pas suffisant pour stopper l'ancien président qui fut désigné par la convention dès le premier tour de scrutin,. Pour la vice-présidence, les démocrates choisirent d'équilibrer le ticket en nommant Adlai Stevenson I, un ex-représentant de l'Illinois favorable à l'étalon-argent,. Stevenson avait en effet exprimé son soutien à une politique d'émission de greenbacks et de libre frappe de l'argent afin de gonfler la masse monétaire en circulation et soulager la détresse économique des zones rurales, ce qui tranchait avec le discours de Cleveland en faveur de l'étalon-or. La reconduction du président sortant Benjamin Harrison, victorieux de Cleveland quatre ans plus tôt, sur le ticket républicain acheva de donner à l'élection de 1892 son allure de match-revanche.

Résultats de l'élection présidentielle américaine de 1892.

La question des droits de douane avait joué en faveur des républicains en 1888, mais les différentes modifications réalisées au cours des quatre années suivantes avaient rendu les produits importés tellement chers que de nombreux électeurs souhaitaient une réforme et se méfiaient des grandes entreprises. De nombreux occidentaux, traditionnellement républicains, se rangèrent derrière le candidat du nouveau Parti populiste, James B. Weaver, qui promettait le bimétallisme, de généreuses pensions pour les vétérans et la journée de huit heures,. À la fin de la campagne, bon nombre de populistes et de militants syndicaux se rallièrent à Cleveland après la répression de la grève de Homestead à Pittsburgh par la Carnegie Steel Company et l'éclatement d'un conflit ouvert entre la direction et les travailleurs de la Tennessee Coal and Iron Co.. Les démocrates de Tammany Hall finirent également par se joindre au ticket démocrate, ce qui permit à un Parti démocrate uni de remporter l'État de New York. 
Le jour de l'élection, Cleveland obtint 46 % du vote populaire et 62,4 % des voix au sein du collège électoral, ce qui fait de lui le seul président à avoir été élu pour deux mandats non consécutifs. Son adversaire Harrison ne rassembla que 43 % du vote populaire et 32,7 % des suffrages du collège électoral tandis que Weaver termina en troisième position avec 8,5 % du vote populaire et quelques voix de grands électeurs dans les États de l'Ouest. Le candidat démocrate rafla le Sud profond, les États pivots de New York, du New Jersey, de l'Indiana et du Connecticut ; à la surprise de nombreux observateurs, il arriva également en tête dans l'Illinois et le Wisconsin. Lors des élections législatives qui se déroulèrent à la même période, les démocrates confirmèrent leur mainmise sur la Chambre des représentants et devinrent majoritaires au Sénat, ce qui donna à leur parti le contrôle unifié du Congrès et de la présidence pour la première fois depuis la guerre de Sécession. De son côté, Cleveland fut le deuxième candidat à une élection présidentielle ― après Andrew Jackson ― à remporter le vote populaire pour la troisième fois consécutive.

## Composition du gouvernement
En constituant son second cabinet, Cleveland prit soin d'écarter les individus présents au cours de son premier mandat. Deux de ses fidèles alliés, Daniel S. Lamont et Wilson S. Bissell, rejoignirent respectivement l'équipe gouvernementale en tant que secrétaire à la Guerre et ministre des Postes. Walter Q. Gresham, un ancien républicain qui avait servi dix ans plus tôt dans le cabinet du président Chester A. Arthur, fut nommé secrétaire d'État. Le poste de procureur général échut à Richard Olney, du Massachusetts, qui succéda à Gresham à la tête du département d'État après la mort de ce dernier. L'ancien président de la Chambre des représentants John G. Carlisle, du Kentucky, devint quant à lui secrétaire du Trésor.

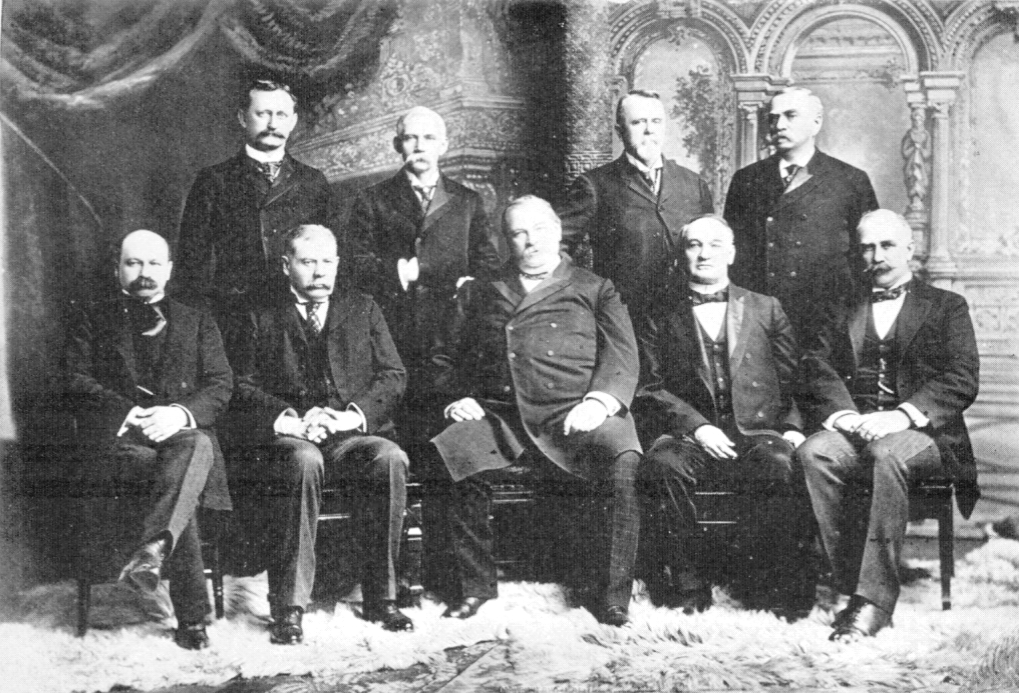
Le second cabinet Cleveland. De gauche à droite, au premier rang : Daniel S. Lamont, Richard Olney, le président Cleveland, John G. Carlisle et Judson Harmon ; au second rang : David R. Francis, William L. Wilson, Hilary A. Herbert et Julius S. Morton.

## Nominations judiciaires
Les mauvaises relations de Cleveland avec le Sénat entravèrent les nominations de juges à la Cour suprême au cours de son second mandat. En 1893, le président désigna William B. Hornblower pour succéder au juge Samuel Blatchford, mort en juillet de la même année. Hornblower, qui dirigeait un cabinet d'avocats à New York, était considéré comme très qualifié pour le poste, mais sa campagne contre un politicien de la « machine de Tammany Hall » lui avait attiré les foudres du sénateur David B. Hill. En outre, Cleveland n'avait pas jugé utile de consulter les sénateurs sur le choix d'Hornblower, ce qui ne fit qu'accroître le mécontentement de ceux qui n'étaient déjà pas en bons termes avec l'administration. La nomination d'Hornblower fut ainsi rejetée par le Sénat le 15 janvier 1894, par 30 voix contre 24.
Cleveland continua pourtant de défier les sénateurs en jetant son dévolu sur Wheeler Hazard Peckham, un autre avocat new-yorkais qui s'était opposé à la machine de Tammany Hall. Hill usa de toute son influence pour bloquer la confirmation de Peckham, ce qui advint le 16 février 1894 par 41 voix contre 32. Alors que les réformateurs pressaient Cleveland de poursuivre la confrontation contre Hill avec la nomination de Frederic R. Coudert, le président se rabattit sur une personnalité consensuelle, à savoir le sénateur de Louisiane Edward Douglass White, dont la nomination fut approuvée à l'unanimité. Quelque temps plus tard, en 1896, Cleveland songea de nouveau à Hornblower pour combler une vacance de la Cour mais celui-ci déclina la proposition. Cleveland fit donc appel à Rufus Wheeler Peckham, frère de Wheeler Hazard Peckham, qui fut confirmé sans difficulté par le Sénat.

## Santé du président
En 1893, Cleveland se plaignit de douleurs à la bouche qui se révélèrent être une tumeur cancéreuse. Du fait de la crise économique que traversait le pays, Cleveland décida de se faire opérer secrètement pour éviter une panique des marchés,. L'opération eut lieu le 1er juillet pour permettre à Cleveland de récupérer avant la reprise de la session parlementaire. Sous le prétexte d'une croisière, le président et son médecin, Joseph Bryant, se rendirent à New York et l'opération fut réalisée sur le yacht Oneida au large de Long Island. La chirurgie fut pratiquée à travers la bouche de Cleveland pour éviter toute cicatrice. La taille de la tumeur et l'étendue de l'opération endommagèrent fortement la bouche du président. Toutefois, au cours d'une seconde opération, un orthodontiste fixa une prothèse qui corrigea sa parole et restaura son apparence. Dans le même temps, une fausse histoire concernant le retrait de deux dents fut diffusée afin de tenir la presse d'investigation à l'écart,. Le détail exact de l'opération subie par le président Cleveland ne fut révélé qu'en 1917.

## Politique intérieure

### Économie

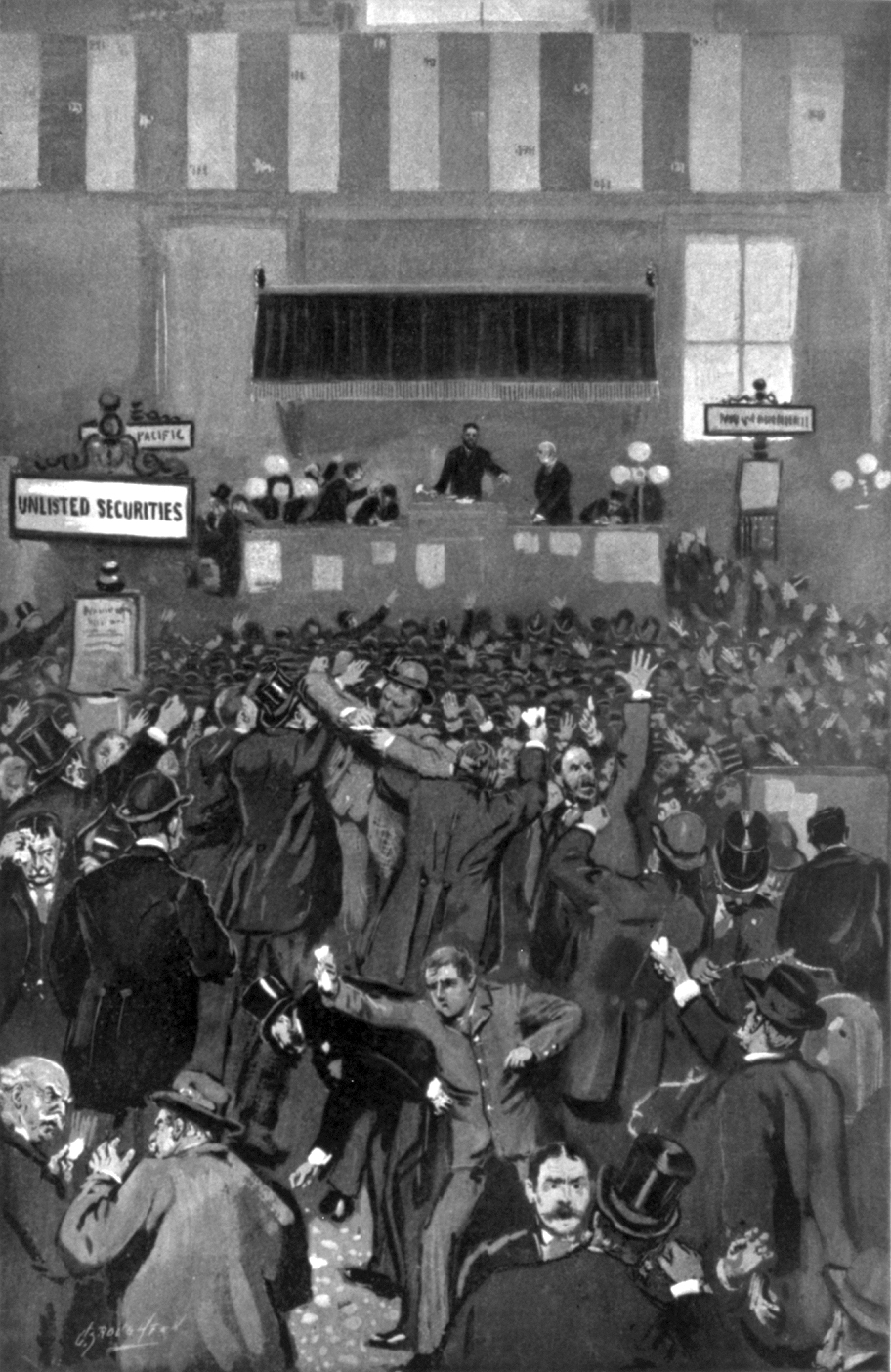
« Panique au New York Stock Exchange », dessin de presse paru le 5 mai 1893 dans le Frank Leslie's Illustrated Newspaper.

Peu après le début du second mandat de Cleveland, la panique de 1893 fit chuter la bourse et le président dut affronter une grave crise économique. Celle-ci fut déclenchée par la faillite de la Philadelphia and Reading Railroad, une compagnie de chemins de fer surendettée, mais d'autres facteurs sous-jacents étaient en cause, en particulier le tarissement des investissements européens qui avaient inondé l'économie américaine tout au long du Gilded Age. En effet, la confiance des investisseurs internationaux avait été endommagée en 1890 par une crise financière survenue en Argentine et qui avait plongé la prestigieuse banque londonienne Barings en état de quasi-insolvabilité. Compte-tenu de la dégradation de la situation économique en Europe, nombre de capitaux en provenance du Vieux Continent furent alors rapatriés par leurs détenteurs. Les mauvaises récoltes de coton aux États-Unis durant l'année 1892 exacerbèrent les difficultés dans la mesure où les exportations de cette matière première, en particulier vers l'Europe, dopaient traditionnellement le dynamisme de l'économie américaine. En conséquence, les ressources financières du pays s'amenuisèrent à une vitesse d'autant plus grande que le pays ne disposait pas d'une banque centrale et que le gouvernement fédéral n'avait, en définitive, que peu de contrôle sur la masse monétaire.
Alors que les premiers signes d'un marasme économique étaient apparus dès la fin du mandat de Benjamin Harrison, ce dernier s'était efforcé de rassurer l'opinion, peut-être dans l'espoir de rejeter la responsabilité de la crise sur son successeur. La panique fut en outre aggravée par la pénurie d'or qui résultait de la frappe massive de l'argent et Cleveland demanda une réunion rapide du Congrès pour répondre à ce problème. Le débat concernant la monnaie était toujours aussi brûlant et les effets de la crise avaient poussé la plupart des modérés à se rapprocher des opposants de la frappe libre imposée par le Sherman Silver Purchase Act. La Chambre des représentants passa tout de même deux semaines à débattre avant d'abroger le texte par une large majorité. Le débat fut également tendu au Sénat, où bon nombre de démocrates étaient partisans d'une solution médiane entre partisans du bimétallisme et défenseurs de l'étalon-or, mais Cleveland intervint pour empêcher toute forme de compromis. Une coalition de démocrates et de républicains de l'Est se prononça en définitive contre la loi qui fut abrogée par une majorité de 48 voix contre 37. Avec l'abrogation, les réserves d'or du Trésor furent ramenées à un niveau acceptable. À ce moment, cette décision semblait bien être une défaite mineure pour les partisans du bimétallisme, mais elle annonça dans les faits la fin de l'utilisation de l'argent comme base de la monnaie américaine.
Toutefois, contrairement à ce qu'avait laissé entendre l'administration, la suppression du Sherman Silver Purchase Act ne restaura pas la confiance des investisseurs. Plusieurs centaines de banques et d'entreprises déposèrent le bilan et 25 % des compagnies nationales de chemins de fer étaient sous séquestre en 1895. Le taux de chômage grimpa au-delà de 20 % dans la plus grande partie du pays tandis que ceux qui avaient pu conserver leur emploi durent accepter des réductions de salaire drastiques. La crise se solda également par une diminution considérable des recettes fédérales. En 1894, alors que le gouvernement risquait de ne plus pouvoir faire face à ses nombreuses dépenses, Cleveland convainquit un groupe de financiers dirigé par John Pierpont Morgan d'acheter pour soixante millions de dollars d'obligations américaines. L'opération permit d'injecter une importante masse d'or dans l'économie et de maintenir de fait le recours à l'étalon-or mais Cleveland fut fortement critiqué pour avoir fait appel aux banquiers de Wall Street afin d'assurer la bonne marche du gouvernement. Le marasme économique persista tout au long du second mandat de Cleveland et le chômage continua d'augmenter à la fin de 1895 ainsi que durant l'année 1896.

### Mouvements sociaux

#### Coxey's Army
La panique de 1893 avait affecté les conditions de travail dans tous les États-Unis et la victoire des partisans de l'étalon-or avait irrité les travailleurs de l'Ouest. Un groupe d'ouvriers, mené par Jacob S. Coxey, commença à marcher vers Washington pour protester contre les politiques de Cleveland. Ce groupe, connu sous le nom de Coxey's Army, revendiquait le lancement d'un programme de construction de routes pour donner du travail aux chômeurs et une inflation de la monnaie pour aider les agriculteurs à payer leurs dettes,. Alors que la marche ne comptait à ses débuts que 122 participants, plus de quarante journalistes accrédités furent dépêchés pour couvrir sa progression, signe de l'importance de cet événement à l'échelle nationale. De nombreuses personnes rejoignirent la Coxey's Army en cours de route à tel point que certains n'hésitèrent pas à détourner des trains pour participer à la marche. Au moment où il arriva à Washington, le groupe fut dispersé par l'armée fédérale puis arrêté le jour suivant pour avoir marché sur la pelouse du Capitole. Coxey lui-même retourna dans l'Ohio pour se présenter sans succès aux élections de mi-mandat de 1894 sous la bannière du Parti populiste. Même si la Coxey's Army ne fut jamais une menace pour le gouvernement, elle illustra un mécontentement grandissant du peuple américain de l'Ouest contre la politique économique dictée par les intérêts de l'Est,.

#### Grève Pullman

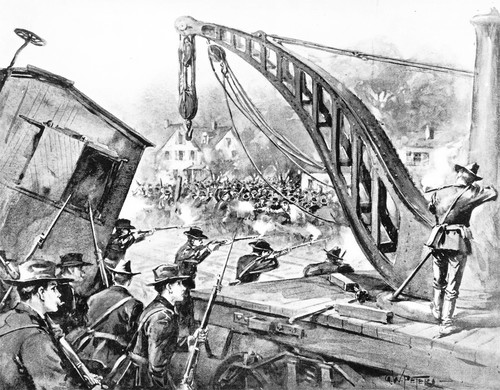
La garde nationale de l'Illinois tirant sur les grévistes de l'usine Pullman le 7 juillet 1894 (illustration publiée dans le Harper's Weekly).

Du fait d'une baisse des profits engendrés par les compagnies ferroviaires, celles-ci compensèrent leurs pertes en diminuant les salaires des travailleurs ; ainsi, en avril 1894, le salaire moyen d'un cheminot était inférieur de plus de 25 % à celui du début de l'année 1893. Sous la direction d'Eugene V. Debs, l'American Railway Union (ARU) organisa des grèves contre la Northern Pacific Railway et l'Union Pacific Railroad. Des grèves de soutien éclatèrent rapidement dans d'autres entreprises, en particulier la Pullman Company de Chicago, où les grévistes réclamaient une hausse des salaires et des journées de travail de douze heures. Le propriétaire de la firme, George Pullman, refusa de négocier avec l'ARU et licencia les travailleurs affiliés à ce syndicat. En réponse, les cheminots de l'ARU refusèrent de conduire des trains comprenant des wagons Pullman, ce qui déclencha une grève massive. En juin 1894, 125 000 cheminots étaient en grève et le commerce se trouva paralysé. Comme les chemins de fer transportaient le courrier et que plusieurs des lignes affectées étaient au bord de la faillite, Cleveland considéra qu'une solution fédérale s'imposait,,. Il fut poussé à agir en ce sens par le procureur général Richard Olney qui, en tant qu'ancien avocat spécialisé dans les chemins de fer, était très hostile à l'ARU.
Cleveland demanda une injonction à une cour fédérale et, quand les grévistes refusèrent de reprendre le travail, il envoya l'armée à Chicago et dans vingt autres centres ferroviaires,. Il permit également aux compagnies du chemin de fer de constituer leurs propres milices privées. Il déclara en outre que s'il devait utiliser l'armée et la marine des États-Unis pour faire parvenir une carte postale à Chicago, il le ferait. Le 6 juillet, treize ouvriers furent tués et 53 blessés lorsque les milices ouvrirent le feu sur eux. De nombreux syndicalistes parmi lesquels Eugene V. Debs furent arrêtés. La plupart des gouverneurs approuvèrent la décision de Cleveland, à l'exception du démocrate John Peter Altgeld de l'Illinois qui affirmait que le président avait usurpé les pouvoirs de police dévolus aux gouvernements étatiques. Même si son prédécesseur Rutherford B. Hayes avait déjà utilisé des soldats pour réprimer des mouvements sociaux, Cleveland fut le premier président à recourir à la force armée dans le cadre d'un conflit lié au monde du travail sans y avoir été invité par le gouverneur d'un État. Si cette fermeté radicalisa l'attitude des syndicats envers l'administration Cleveland, les journaux des deux partis saluèrent l'action du président,,. De même, la Cour suprême avalisa les agissements de Cleveland dans l'arrêt In re Debs qui autorisait le président à intervenir dans des conflits sociaux préjudiciables au commerce interétatique. Le dénouement de la grève Pullman, combiné avec la mollesse des poursuites antitrust intentées par le gouvernement fédéral contre l’American Sugar Refining Company, accrédita néanmoins les propos de ceux qui affirmaient que Cleveland était une marionnette aux services des grandes entreprises.

### Législation tarifaire
L'adoption du tarif McKinley en 1890 avait été un succès majeur pour le Parti républicain, mais l'impact de cette mesure, notamment sur la hausse du prix des biens de consommation, fut critiqué par les démocrates. Ces derniers considéraient que leur victoire à l'élection présidentielle de 1892 les autorisait à procéder à une baisse des tarifs douaniers, laquelle fut élevée au rang de priorité après l'abrogation par le Congrès du Sherman Silver Act. En décembre 1893, le représentant de Virginie William L. Wilson (en) soumit à l'attention de ses collègues un projet de réduction des droits de douane, rédigé en collaboration avec l'administration Cleveland. La loi proposait d'abaisser ― modérément ― les droits de douane en particulier sur les matières premières,, la perte de recettes devant être compensée par un impôt sur le revenu de 2 % sur les revenus de plus de 4 000 $. Les bénéfices des entreprises, les dons et les héritages seraient également imposables à un taux similaire. En outre, le texte rétablissait un impôt fédéral sur le revenu pour la première fois depuis les années 1870, dans la mesure où les partisans de cette taxe pensaient réduire de la sorte l'inégalité entre les revenus et faire peser le gros de l'imposition sur les plus riches. Alors que Wilson et l'administration Cleveland n'étaient pas forcément très enthousiastes à l'idée d'introduire ce nouvel impôt, celui-ci fut inclus dans le projet de loi sous la pression des représentants démocrates William Jennings Bryan et Benton McMillin. Après de long débats, la loi fut votée à la Chambre avec une large majorité.
Le texte fut ensuite étudié au Sénat où l'opposition était plus forte. De nombreux sénateurs démocrates, menés par Arthur Pue Gorman (en) du Maryland, souhaitaient en effet davantage de protections pour les industries de leurs États que ce que la loi Wilson proposait. Au moment du vote de la loi, plus de six cents amendements furent ajoutés qui eurent pour effet d'annuler la plupart des réformes. L’American Sugar Refining Company, en particulier, fit pression pour des modifications qui la favorisaient aux dépens du consommateur. Quant à l'impôt sur le revenu, qui suscitait l'ire des conservateurs, il fut maintenu dans le projet de loi, en partie parce que bon nombre de sénateurs s'attendaient à ce que la Cour suprême le déclare inconstitutionnel. À l'issue d'importantes délibérations, le Sénat adopta le Wilson-Gorman Tariff Act en juillet 1894 par 39 voix contre 34. Wilson et Cleveland essayèrent de rétablir certains des taux contenus dans le projet de loi initialement présenté à la Chambre ― inférieurs à ceux qui venaient d'être approuvés par le Sénat ―, mais les représentants validèrent la loi telle que révisée par les sénateurs en août de la même année. En conséquence, le taux moyen des tarifs douaniers passa de 49 % à 42 %. Ulcéré, Cleveland dénonça ces modifications comme le résultat méprisable du contrôle du Sénat par les milieux économiques et financiers,. Cependant, même ainsi, il s'agissait d'une amélioration par rapport au tarif McKinley et Cleveland approuva le texte,. La disposition concernant l'impôt sur le revenu du Wilson-Gorman Act fut cependant jugée partiellement inconstitutionnelle en 1895 par la Cour suprême dans l'arrêt Pollock v. Farmers' Loan & Trust Co.

### Droits civiques
Tout au long de sa carrière, Cleveland, qui était convaincu de l'infériorité des Noirs par rapport aux Blancs, ne fit pas de grands efforts pour protéger l'accès au droit de vote des Afro-Américains. En 1890, il avait même fait campagne contre le Lodge Bill qui proposait de faciliter la nomination de fonctionnaires fédéraux chargés de veiller au bon déroulement des élections législatives. Une fois installé à la Maison-Blanche, il continua de s'opposer à toute implication fédérale en faveur du droit de vote et ce fut sous son second mandat que la majorité démocrate au Congrès abolit un certain nombre de lois héritées de la période de la Reconstruction. Les Enforcement Acts de 1870-1871, qui garantissaient la supervision du processus électoral par le gouvernement, furent ainsi en grande partie abrogés par le Repeal Act de 1894. Cleveland approuva également la décision de la Cour suprême dans l'affaire Plessy v. Ferguson de 1896 qui entérinait la constitutionnalité de la ségrégation raciale en vertu de la doctrine « séparés mais égaux ». Tant la Cour que le gouvernement fédéral n'étant pas disposés à intervenir pour protéger le droit de vote des Afro-Américains, les États du Sud furent libres d'adopter les fameuses lois Jim Crow dont les dispositions permirent d'exclure la plupart des Afro-Américains de la participation au vote, notamment par l'introduction de taxes de scrutin, de tests d'alphabétisation et de prérequis en matière de résidence ou d'inscription sur les listes électorales.

### Réformes militaires
La seconde administration Cleveland fut tout autant impliquée dans l'effort de modernisation militaire que la première, avec en particulier la commande de navires qui devaient permettre à la marine des États-Unis d'entreprendre, pour la première fois, une action offensive. La mise en œuvre du programme Endicott de fortifications côtières, commencée sous le premier mandat de Cleveland, se poursuivit tandis que l'adoption du fusil Krag-Jørgensen, premier fusil à verrou à répétition de l'armée américaine, fut finalisée. Entre 1895 et 1896, le secrétaire à la Marine Hilary A. Herbert, récent adepte de la stratégie navale ambitieuse préconisée par le capitaine Alfred Thayer Mahan, obtint par ailleurs la mise en chantier de cinq cuirassés ― classes Kearsarge et Illinois ― et de seize torpilleurs. L'achèvement de ces navires doubla presque le nombre de cuirassés en service au sein de l'US Navy et permit l'émergence d'une nouvelle force de torpilleurs dont l'effectif n'avait, auparavant, jamais dépassé deux navires. Les cuirassés en question ainsi que sept des seize torpilleurs ne furent cependant achevés qu'entre 1899 et 1901 et ne participèrent donc pas à la guerre hispano-américaine,.

### États admis dans l'Union
Depuis le milieu du XIXe siècle, le territoire de l'Utah avait vainement réclamé à plusieurs reprises son admission au sein de l'Union. Le principal obstacle à cette démarche était l'existence de la polygamie mormone qui n'était pas reconnue par le gouvernement fédéral. La situation évolua cependant de manière significative au début des années 1890 avec le « manifeste de Woodruff » qui condamnait officiellement la pratique de la polygamie dans l'Utah. En juillet 1894, Cleveland restaura officiellement dans leurs droits les individus polygames et ratifia une loi qui ouvrait le processus d'admission de l'Utah dans l'Union, laquelle fut effective le 4 janvier 1896.

## Politique étrangère

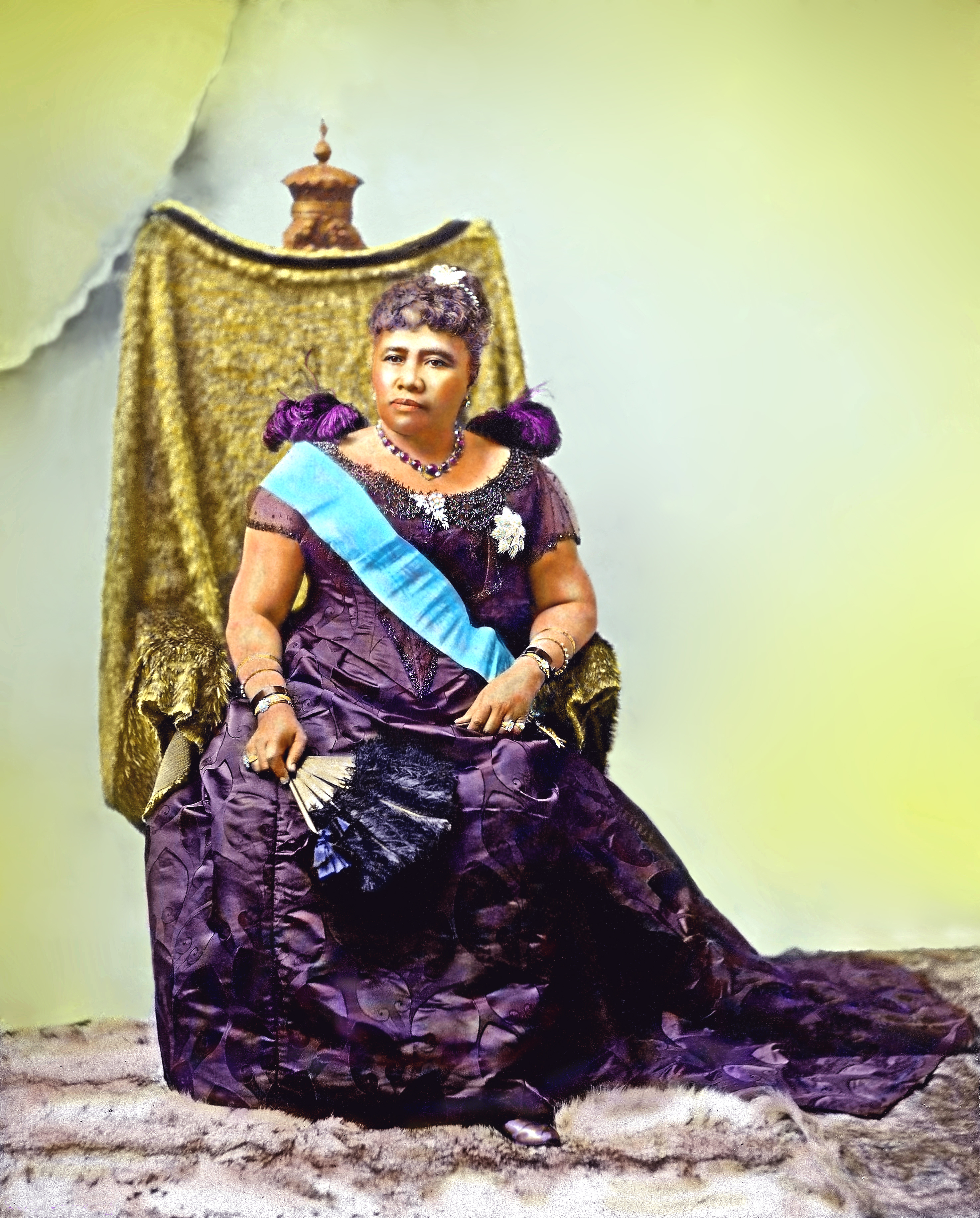
La reine d'Hawaï Liliʻuokalani, dont le renversement en 1893 fut le prélude à l'annexion d'Hawaï par les États-Unis.

Lors de sa seconde prise de fonction, Cleveland dut affronter la question de l'annexion d'Hawaï. Au cours de son premier mandat, il avait soutenu le commerce avec l'archipel et avait accepté un amendement qui donnait aux États-Unis une base navale à Pearl Harbor. Sous la présidence de Benjamin Harrison, des hommes d'affaires de Honolulu accusèrent la reine Liliʻuokalani de tyrannie et la renversèrent au début de l'année 1893. Ils mirent en place un gouvernement républicain, mené par Sanford B. Dole, et demandèrent à rejoindre les États-Unis. L'administration Harrison avait rapidement accepté la proposition d'annexion qui avait été votée par la Chambre des représentants,. Cependant, cinq jours après son entrée en fonction, Cleveland retira le texte avant son examen par le Sénat et envoya l'ancien représentant James H. Blount à Hawaï pour évaluer la situation,. Ce dernier, qui était l'un des principaux représentants de la mouvance suprémaciste blanche en Géorgie, était également un opposant de longue date à l'impérialisme, mais certains observateurs pensaient qu'il soutiendrait l'annexion en arguant de l'incapacité des Asiatiques à se doter d'un gouvernement autonome. 
Contre toute attente, Blount suggéra une intervention militaire américaine afin de rétablir la reine sur son trône et déclara qu'il serait préférable de laisser vivre la population hawaïenne selon ses « coutumes asiatiques ». Il révéla également dans son rapport que des soldats américains avaient participé au renversement de la monarchie,. Cleveland songeait donc à restaurer l'ancien gouvernement mais Lili‘uokalani refusa d'accorder une amnistie comme condition à sa restauration et déclara qu'elle exilerait ou ferait exécuter les membres du gouvernement républicain. Aussi Dole refusa-t-il de rendre le pouvoir. En décembre 1893, la question était toujours en suspens et Cleveland fit appel au Congrès. Dans son message, le président rejeta l'idée d'une annexion et encouragea le Congrès à poursuivre la tradition de non-intervention américaine. Le Sénat, sous contrôle démocrate, mais hostile à Cleveland, produisit le rapport Morgan qui contredisait le rapport de Blount en avançant que les forces armées américaines n'avaient joué aucun rôle et que le coup d'État était une affaire strictement hawaïenne. Cleveland cessa alors ses discussions avec la reine et reconnut la nouvelle république d'Hawaï. L'archipel rejoignit finalement les États-Unis en 1898 avec le statut de territoire.

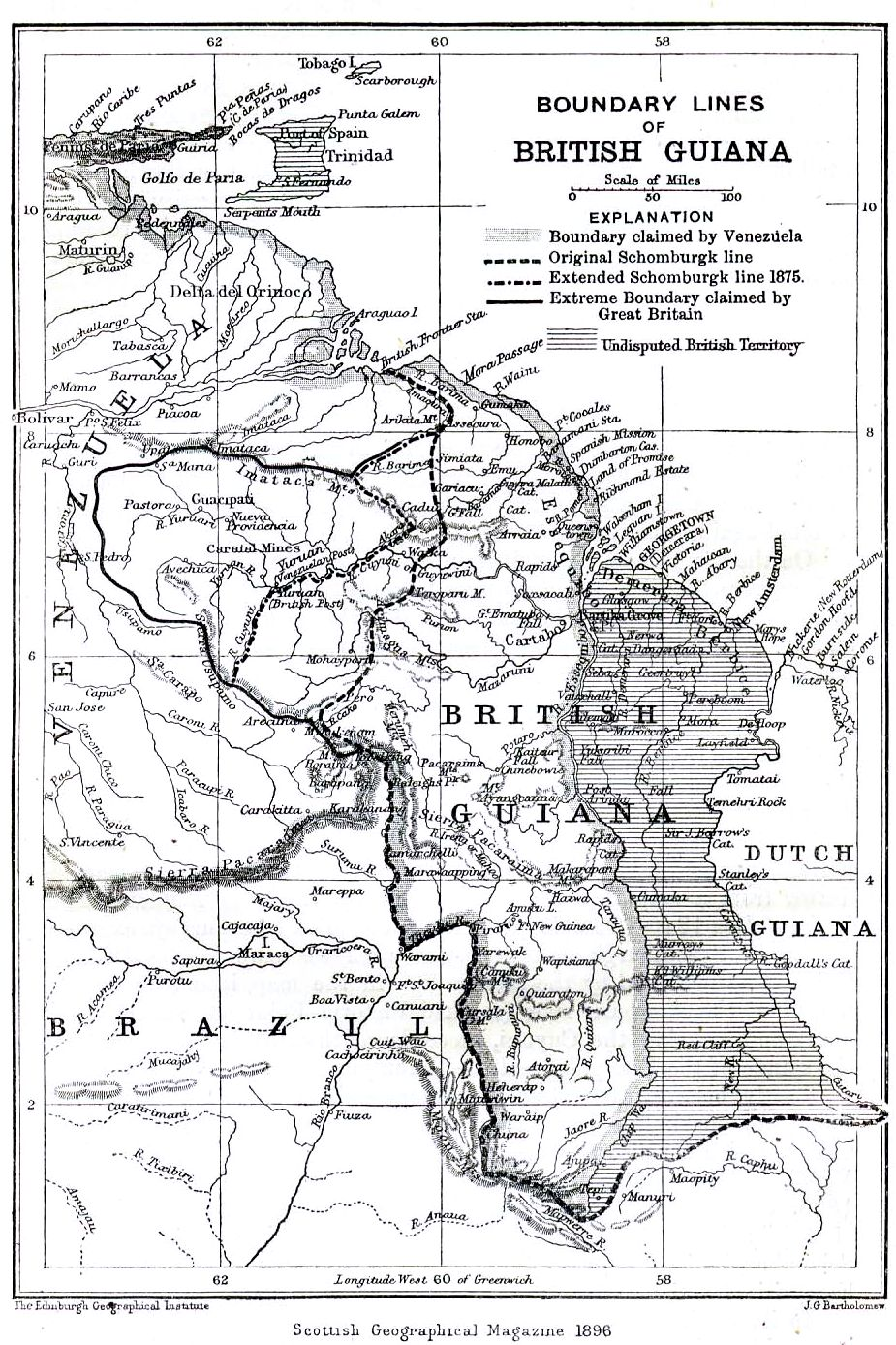
Frontières de la Guyane britannique en 1896. Sont indiquées la frontière défendue par le Royaume-Uni, la frontière actuelle (approximativement) et la frontière défendue par le Venezuela.

Cleveland était un partisan de la doctrine Monroe dont il considérait qu'elle était d'un « intérêt vital pour notre peuple et son gouvernement ». Il adopta une interprétation large de cette doctrine qui visait non seulement à empêcher l'implantation de nouvelles colonies européennes mais également à permettre aux États-Unis d'intervenir dans n'importe quelle crise survenue dans l'hémisphère occidental. Lorsque le Royaume-Uni et le Venezuela se disputèrent sur la frontière entre ce dernier et la Guyane britannique, Cleveland et son secrétaire d'État Richard Olney demandèrent à participer aux discussions,. Les Britanniques rejetèrent initialement la demande d'arbitrage américaine et refusèrent de reconnaître le bien-fondé de la doctrine Monroe ; toutefois, le Premier ministre britannique Lord Salisbury ne souhaitait pas se brouiller avec les États-Unis pour un litige aussi mince et son gouvernement finit par consentir à une médiation américaine. Un tribunal se rassembla à Paris en 1898 pour arbitrer le différend et attribua la plus grande partie du territoire contesté à la Guyane britannique. En se tenant aux côtés des nations sud-américaines contre une puissance coloniale, Cleveland améliora les relations entre les États-Unis et ses voisins du Sud, mais la manière cordiale avec laquelle furent menées les négociations eut également un impact positif sur les relations entretenues avec le Royaume-Uni. Le traité Olney-Pauncefote de 1897, qui prévoyait d'étendre le recours à l'arbitrage à tous les différends qui pourraient survenir entre Londres et Washington, fut cependant rejeté par le Sénat à trois voix près.
La fin de l'année 1895 fut marquée par le soulèvement de la population de Cuba contre l'occupant espagnol dans le cadre de la guerre d'indépendance cubaine. Outre les relations commerciales étroites qui unissaient Cuba et les États-Unis, bon nombre d'Américains réclamaient une intervention de leur pays aux côtés des rebelles pour des motifs humanitaires. Toutefois, Cleveland n'avait aucune sympathie pour la cause des insurgés et estimait qu'il ne s'écoulerait que peu de temps avant que Cuba, sitôt accédé à l'indépendance, ne suscitât la convoitise d'une autre puissance européenne. Il proclama en conséquence la neutralité de son pays dans le conflit en cours en juin 1895 et annonça qu'aucune tentative d'aide aux Cubains révoltés de la part d'aventuriers américains ne serait tolérée.

## Échéances électorales

### Élections de mi-mandat de 1894
Juste avant les élections de mi-mandat de 1894, Cleveland reçut cet avertissement d'un conseiller, Francis Lynde Stetson : « nous sommes à la veille d'une nuit très sombre, à moins qu'un retour de la prospérité commerciale ne soulage le mécontentement populaire à l'égard de ce qu'ils croient être l'incompétence des démocrates à légiférer, et par conséquent [le mécontentement] à l'égard des administrations démocrates partout et en tout lieu ». La mise en garde se révéla fondée eu égard à l'ampleur de la victoire des républicains, la plus importante depuis des décennies, qui fit perdre aux démocrates le contrôle de la Chambre. Le parti présidentiel fut malmené dans presque tout le pays, sauf dans le Sud où les populistes n'étaient pas parvenus à ébranler sa domination ; ces derniers, tout en récoltant des voix supplémentaires à l'échelle nationale, durent céder le pouvoir aux républicains dans plusieurs législatures de l'Ouest, notamment au Kansas et dans le Colorado. 
À l'intérieur même du Parti démocrate, les adversaires du président accrurent leur influence dans les instances locales du parti, soit totalement comme dans le cas de l'Illinois et du Michigan soit de façon importante comme dans l'Ohio, l'Indiana ou l'Iowa. Seuls quelques rares États, dont le Wisconsin et le Massachusetts, demeurèrent entre les mains des partisans de Cleveland. L'opposition démocrate représentait ainsi presque deux tiers des voix à la convention nationale de 1896, ce qui devait lui permettre, assez facilement, de désigner son propre candidat. De fait, au cours des deux dernières années de son mandat, Cleveland dut composer avec un Congrès dominé par les républicains et dont même les parlementaires démocrates étaient, pour l'essentiel, des sudistes orientés sur la défense des intérêts agricoles et donc sans beaucoup d'estime pour Cleveland.

### Élection présidentielle de 1896
En dépit des efforts de Cleveland pour contrer la montée en puissance des défenseurs du bimétallisme, les démocrates du Sud se joignirent à leurs alliés de l'Ouest pour rejeter les politiques économiques de Cleveland. La panique de 1893 avait considérablement entamé la popularité du président, qui était rejeté jusqu'au sein de son propre parti. Cleveland, d'ailleurs, sans avoir jamais fait part publiquement de sa décision, n'avait aucune intention de briguer un troisième mandat. Toutefois, son absence de directive claire quant à la désignation d'un éventuel successeur fut préjudiciable à ses partisans qui ne purent faire bloc derrière un candidat unique. En conséquence, les adversaires agrariens et partisans du bimétallisme prirent le contrôle de la convention démocrate et approuvèrent la nomination de William Jennings Bryan pour l'élection présidentielle de 1896. Cleveland, de son côté, soutint silencieusement les Gold Democrats (« démocrates de l'or »), une faction dissidente qui promettait de défendre l'étalon-or et de s'opposer aux droits de douane élevés, mais refusa d'en être le champion pour l'élection à venir.

Résultats de l'élection présidentielle américaine de 1896.

Chez les républicains, l'ancien gouverneur de l'Ohio William McKinley, bien aidé par son directeur de campagne Mark Hanna, décrocha facilement l'investiture. Lors du scrutin général, McKinley se contenta de vagues discours sur les questions monétaires afin de se concilier à la fois les agriculteurs et les intérêts des milieux d'affaires. Il critiqua le mauvais bilan économique de l'administration Cleveland et affirma qu'une augmentation des droits de douane permettrait de renouer rapidement avec la prospérité. Dans les rangs populistes, la candidature d'Eugene V. Debs, dont le programme devait porter sur l'ensemble des réformes proposées par ce parti, fut un temps envisagée mais la convention populiste de 1896 se prononça en faveur de Bryan. Tout au long de la campagne, les républicains dépeignirent Bryan et les populistes sous les traits de révolutionnaires adeptes de la lutte des classes tandis que Bryan accusa McKinley d'être une marionnette au service des plus riches.
En définitive, McKinley remporta largement l'élection sur Bryan avec 51 % du vote populaire et 60,6 % des voix au sein du collège électoral. Le Midwest vota en majorité pour le candidat républicain, qui bénéficia des divisions internes aux démocrates et de l'ancrage traditionnel de son parti pour l'emporter en dépit d'une intense campagne de son adversaire dans cette région. McKinley triompha également dans le Nord-Est alors que Bryan rafla le Solid South. Le candidat des « démocrates de l'or », John M. Palmer, totalisa quant à lui un peu moins de 1 % des suffrages. Malgré la défaite de Palmer, Cleveland fut satisfait de l'élection de McKinley qu'il préférait nettement à Bryan et accueillit la victoire du premier comme une approbation de l'étalon-or.

## Héritage

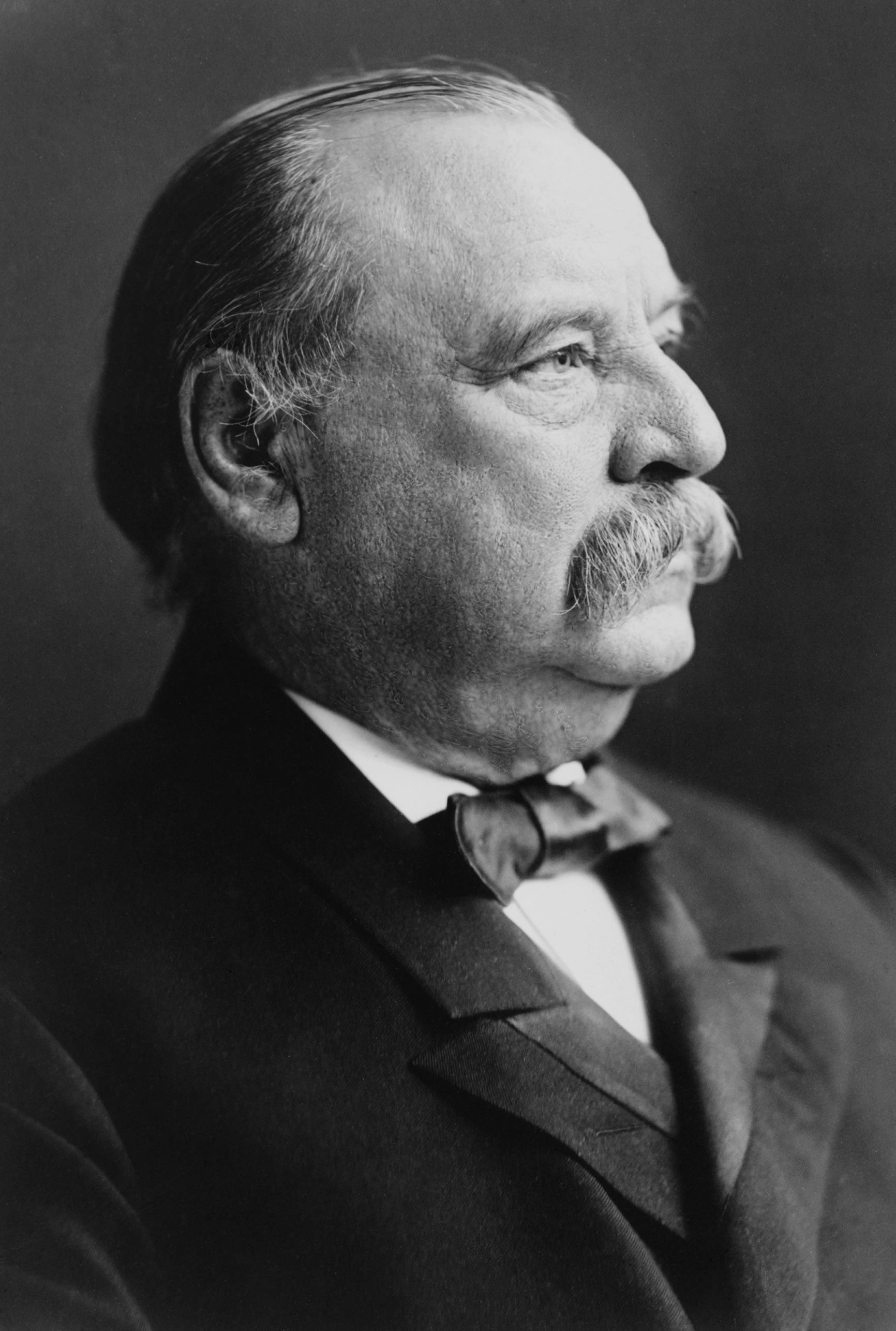
L'ancien président Grover Cleveland en 1903.

Cleveland fut le seul démocrate élu à la présidence entre 1861 et 1913, ce qui fait dire à André Kaspi et Hélène Harter que ses deux mandats ne constituèrent « qu'une parenthèse dans la longue période de domination républicaine de l'exécutif qui commence en 1861 ». Selon l'historien Richard Welch, Cleveland réaffirma le pouvoir de l'exécutif sans pour autant disposer d'une vision claire pour le pays. Ce point de vue est partagé par Henry Graff qui considère que la présidence de Cleveland se rattache encore à l'ère prémoderne même si ce dernier, par son refus de soumettre le renvoi des membres du cabinet à l'approbation du Congrès, son usage fréquent du droit de veto ou son activisme en politique étrangère, fut à l'origine de changements importants dans la pratique du pouvoir. 
Graff souligne par ailleurs que le legs politique de Cleveland au Parti démocrate, d'abord revitalisé dans le Nord par son soutien à la réforme de la fonction publique puis acculé à une quasi-scission du fait de l'intransigeance du président sur la question du bimétallisme, demeure ambivalent. Une appréciation encore plus sévère est portée par l'historien Richard White qui qualifie Cleveland d'« Andrew Johnson » des années 1890 dans la mesure où son tempérament et ses décisions politiques n'étaient tout simplement pas adaptés à la crise que traversait la nation. Alors que Cleveland avait battu des records d'impopularité au moment de quitter ses fonctions en 1897, sa réputation s'améliora considérablement dans les années qui précédèrent sa mort en 1908. Dans sa biographie de Cleveland parue en 1933, l'historien Allan Nevins affirma qu'il avait été un réformateur courageux, ce en quoi il fut rejoint par d'autres spécialistes comme Henry Steele Commager ou Richard Hofstadter ; ce dernier écrivit par exemple que Cleveland fut « le seul fac-similé raisonnable d'un président important entre Lincoln et Theodore Roosevelt ». 
Des auteurs plus récents ont, à l'inverse, mis l'accent sur les échecs de Cleveland et son parti-pris en faveur des grandes entreprises. En 1948, un sondage de ses collègues par l'historien Arthur M. Schlesinger Sr. faisait de Cleveland le huitième plus grand président de l'histoire des États-Unis mais cette « note » fut revue à la baisse dans les enquêtes ultérieures. Ainsi, dans un sondage mené en 2018 au sein de l’American Political Science Association, Cleveland ne figurait plus qu'à la 24e place du classement des présidents américains et il termina en 23e position dans une étude réalisée par la chaîne de télévision C-SPAN en 2017.